# 1947-es magyar úszóbajnokság
Az 1947-es magyar úszóbajnokságot augusztusban rendezték meg.

## Eredmények

### Férfiak
| Versenyszám                        | Arany                                                        | Arany   | Ezüst                                                      | Ezüst   | Bronz                                              | Bronz   |
| ---------------------------------- | ------------------------------------------------------------ | ------- | ---------------------------------------------------------- | ------- | -------------------------------------------------- | ------- |
| 100 m gyorsúszás augusztus 17.     | Kádas Géza Egri Barátság SE                                  | 59,2    | Szathmáry Elemér MTK                                       | 59,8    | Csuvik Oszkár MTK                                  | 1:01,4  |
| 200 m gyorsúszás augusztus 15.     | Kádas Géza Egri Barátság SE                                  | 2:14,0  | Szathmáry Elemér MTK                                       | 2:16,6  | Nyéki Imre Neményi Madisz                          | 2:18,4  |
| 400 m gyorsúszás augusztus 16.     | Kádas Géza Egri Barátság SE                                  | 4:53,6  | Vörös Ferenc Neményi Madisz                                | 5:03,2  | Nyéki Imre Neményi Madisz                          | 5:17,0  |
| 800 m gyorsúszás augusztus 20.     | Vörös Ferenc Neményi Madisz                                  | 10:49,6 | Somhegyi Vasas                                             | 10:52,8 | Csordás György Újpesti TE                          | 11:12,2 |
| 1500 m gyorsúszás augusztus 3.     | Vörös Ferenc Neményi Madisz                                  | 20:20   | Gróf Ödön Újpest TE                                        | 21:01   | Kassay Richárd MMUE                                | 22:16   |
| 100 m hátúszás augusztus 15.       | Válent Gyula Egri Barátság SE                                | 1:11,4  | Gyöngyösi László Neményi Madisz                            | 1:12,4  | Nyéki Imre Neményi Madisz                          | 1:16,4  |
| 200 m hátúszás augusztus 17.       | Válent Gyula Egri Barátság SE                                | 2:41,6  | Gyöngyösi László Neményi Madisz                            | 2:43,0  | Csordás István Újpesti TE                          | 2:51,8  |
| 100 m mellúszás augusztus 17.      | Németh Sándor Csepeli MTK                                    | 1:12,6  | Demjén Ottó Műegyetemi AFC                                 | 1:15,4  | Pók Pál Egri Barátság SE                           | 1:15,4  |
| 200 m mellúszás augusztus 15.      | Németh Sándor Csepeli MTK                                    | 2:50,4  | Pók Pál Egri Barátság SE                                   | 2:58,4  | Siklósi Pál KASE                                   | 2:59,9  |
| 300 m vegyes úszás                 | Gyöngyösi László Neményi Madisz                              | 4:12,8  | Németh Sándor Csepeli MTK                                  | 4:21,0  | Hámory Műegyetemi AFC                              | 4:23,4  |
| 4 × 100 m gyorsváltó augusztus 15. | Egri Barátság SE Hevesi László Svéda Válent Gyula Kádas Géza | 4:09,6  | Műegyetemi AFC                                             | 4:15,4  | Bp. Előre                                          | 4:18,0  |
| 4 × 200 m gyorsváltó augusztus 17. | Egri Barátság SE Hevesi László Svéda Válent Gyula Kádas Géza | 9:32,6  | Neményi Madisz Markovics Vörös Ferenc Gyöngyösi Nyéki Imre | 9:44,6  | Újpesti TE Zsótér Gróf Ödön Csordás György Kettesy | 9:51,8  |
| 400 m vegyes váltó augusztus 16.   | Neményi Madisz Gyöngyösi László Sátori Nyéki Imre            | 5:04,0  | Egri BSE Válent Gyula Pók Pál Kádas Géza                   | 5:09,8  | Csepeli MTK Németh Sándor                          | 5:14,8  |

### Nők
| Versenyszám                         | Arany                                                              | Arany      | Ezüst                                               | Ezüst  | Bronz                                          | Bronz  |
| ----------------------------------- | ------------------------------------------------------------------ | ---------- | --------------------------------------------------- | ------ | ---------------------------------------------- | ------ |
| 100 m gyorsúszás augusztus 15.      | Székely Éva Neményi Madisz                                         | 1:11,0     | Novák Ilona MMUE                                    | 1:11,4 | Littomeritzky Mária MMUE                       | 1:11,6 |
| 200 m gyorsúszás augusztus 16.      | Székely Éva Neményi Madisz                                         | 2:35,2 ocs | Littomeritzky Mária MMUE                            | 2:42,6 | Stefán Judit Csepeli MTK                       | 2:44,0 |
| 400 m gyorsúszás augusztus 17.      | Székely Éva Neményi Madisz                                         | 5:32,8     | Stefán Judit Csepeli MTK                            | 5:52,8 | Gréger Erzsébet MMUE                           | 5:53,2 |
| 100 m hátúszás augusztus 16.        | Novák Ilona MMUE                                                   | 1:19,0     | Temes Judit MMUE                                    | 1:22,8 | Stefán Judit Csepeli MTK                       | 1:32,4 |
| 100 m mellúszás augusztus 16.       | Székely Éva Neményi Madisz                                         | 1:23,2     | Tuczy Klára MMUE                                    | 1:31,8 | Somhegyi Zsuzsanna Csepeli MTK                 | 1:36,0 |
| 200 m mellúszás augusztus 15.       | Székely Éva Neményi Madisz                                         | 3:00,4     | Novák Éva MMUE                                      | 3:01,6 | Somhegyi Zsuzsanna Csepeli MTK                 | 3:14,6 |
| 200 m vegyes úszás                  | Székely Éva Neményi Madisz                                         | 2:47,6     | Novák Ilona MMUE                                    | 2:50,6 | Temes Judit MMUE                               | 2:53,4 |
| 4 × 100 m gyors váltó augusztus 16. | MMUE A Gréger Erzsébet Temes Judit Littomeritzky Mária Novák Ilona | 4:57,8     | Neményi Madisz Vámos Adél Székely Éva               | 5:18,0 | Csepeli MTK                                    | 5:22,6 |
| 300 m vegyes váltó augusztus 17.    | MMUE A Novák Ilona Novák Éva Littomeritzky Mária                   | 3:57,0     | Neményi Madisz Szőke Katalin Székely Éva Vámos Adél | 4:14,6 | MMUE B Temes Judit Tuczy Klára Gréger Erzsébet | 4:19,6 |

## Csúcsok
A bajnokság során az alábbi felnőtt csúcsok születtek:
| Esemény                          | Idő    | Név                                | Csapat         | Csúcs            |
| -------------------------------- | ------ | ---------------------------------- | -------------- | ---------------- |
| Férfi 100-200-100 m vegyes váltó | 5:04,0 | Gyöngyösi László Sátori Nyéki Imre | Neményi Madisz | Országos felnőtt |
| Női 200 méteres gyors úszás      | 2:35,2 | Székely Éva                        | Neményi Madisz | Országos felnőtt |
| Női 200 méteres vegyes úszás     | 2:47,6 | Székely Éva                        | Neményi Madisz | Országos felnőtt |